# Trouble des conduites alimentaires
 Mise en garde médicale
Les troubles des conduites alimentaires (parfois appelés troubles du comportement alimentaire) ou TCA se caractérisent par un trouble en rapport à l'alimentation. Ils sont généralement répandus à travers les troubles d'anorexie mentale, de boulimie et d'hyperphagie, mais peuvent également se manifester sous la forme de troubles dits atypiques, tels que l'orthorexie ou encore le pica. Ils peuvent apparaître à tout âge, notamment chez les adolescents et les jeunes adultes. Ils peuvent être reliés, plus rarement, à des troubles psychiques plus sévères comme les dépressions, les psychoses (délire d'empoisonnement) ou traduire un fonctionnement borderline et/ou addictif.
Les TCA sont à distinguer d'affections organiques telle que l'anorexie, qui est une perte d'appétit lié un trouble somatique. 
Les TCA peuvent être transitoires ou durables et alors parfois devenir invalidants, engendrant même un risque vital, en particulier pour l'anorexie mentale. Les traitements de ces troubles sont effectués en collaboration entre par exemple médecin traitant, psychiatre, pédiatre, diététicien, psychologue. Ils comprennent généralement des aspects psychothérapeutiques, éducatifs (comportementaux), diététiques et médicaux. Les traitements mobilisent souvent l'entourage, famille, conjoint, etc.

## Epidémiologie
Les TCA touchent généralement les femmes adolescentes ou jeunes adultes des pays occidentaux. En France, 600 000 personnes seraient touchées par des TCA. Sa prévalence a augmenté avec la pandémie en 2020 chez les jeunes.

### Anorexie mentale
Dans environ 85 % des cas, elle commence entre 15 et 25 ans. Elle touche 0,6 % de la population adulte, avec une nette prédominance de femmes. Sa mortalité annuelle est estimée à 1 %.
La moitié des personnes atteintes atteignent la rémission complète et 30 % la rémission partielle. Il existe parfois des rémissions spontanées, notamment dans les formes à début précoce.

### Boulimie
Elle touche davantage les 10-19 ans, en zone urbaine. Sa prévalence est estimée à 1,5 % chez les femmes et 0,5 % chez les hommes.

### Hyperphagie boulimique
Sa prévalence serait comprise entre 3 et 5 %, avec une prédominance féminine moins importante que pour les deux autres troubles. Selon certaines sources, environ 40 % des personnes souffrant d'obésité seraient atteintes de ce trouble.

## Classification
Les troubles des conduites alimentaires sont classifiés en tant que trouble d'Axe I dans le manuel diagnostique et statistiques des troubles mentaux (DSM-V) publié par l'Association américaine de psychiatrie (AAP). 
En plus de l'anorexie mentale, de la boulimie et de l'hyperphagie boulimique, la classification retient aussi dans les TCA d'autres troubles moins connus : pica, mérycisme, trouble de restriction ou d'évitement de l'ingestion d'aliments et d'autres troubles spécifiés ou non spécifiés. Ces derniers représenteraient environ 40 % des TCA.

## Etiopathogénie
Les TCA seraient causés par une interaction entre des facteurs biologiques (facteurs génétiques et neurobiologiques), psychologiques (personnalité, émotions, etc.) et sociaux (influences socioculturelle et familiale),. Plusieurs autres facteurs, comme l’historique familial (dépression, obésité, etc.) et les expériences personnelles (abus sexuels, diètes familiales, etc.) pourraient également influencer le développement de la problématique. Ils se manifestent par exemple par une préoccupation tyrannique du poids, ou au contraire une négligence totale du corps. Ils comportent parfois une dimension suicidaire à laquelle le spécialiste consultant doit particulièrement veiller. Les enjeux psychiques de ces symptômes doivent être appréciés et évalués en fonction de la personne qui en souffre et de son histoire, celle de son environnement y compris l'environnement de la petite enfance et d'évènements déclencheurs de la symptomatologie. La seule présence - ou absence - d'un symptôme ou d'un autre ne suffit pas pour établir un diagnostic différentiel.
La mode de minceur, les mauvaises habitudes alimentaires, les phénomènes d'imitation entre adolescents, l'influence des médias — et autres facteurs socioculturels — jouent un rôle certain mais qu'il est difficile d'apprécier et qui de toute façon est assez peu pertinent dans les prises en charge. Origine sociale : anorexie plus fréquente dans les classes sociales moyennes et supérieures.

## Comorbidités
Elles sont essentiellement psychiatriques : épisodes dépressifs caractérisés, trouble bipolaire, troubles obsessionnels et compulsifs, phobie sociale, trouble anxieux généralisé, personnalité borderline, troubles addictifs.

## Prévention
Deux niveaux de prévention peuvent se distinguer :
- la prévention primaire, qui consiste à prévenir un problème avant qu’il n’apparaisse, en développant des habitudes nutritionnelles plus équilibrées (réglementation en matière de publicité ou de restauration scolaire, par exemple) et en luttant contre l’apologie de l’extrême minceur (exemple : charte signée avec les professionnels du secteur de l’image) ;
- la prévention secondaire qui consiste à freiner le développement d’une maladie, en intervenant le plus tôt possible auprès d’une population à risque. Cela se fait avec le patient et sa famille ainsi que le médecin référent et l’ensemble des éducateurs[9],[10],[11].

Il existe de nombreux outils de dépistage et de diagnostic des troubles des conduites alimentaires. Il y a un grand intérêt à dépister les formes subsyndromiques des troubles des conduites alimentaires, pour proposer une prise en charge adaptée avant l'aggravation et/ou la chronicisation des troubles. Par exemple, la thérapie centrée sur les émotions peut être une méthode de prise en charge des troubles des conduites alimentaires. Les formes installées et/ou chroniques sont plus difficiles à prendre en charge sur le plan thérapeutique.

## Conséquences
Différentes conséquences physiques, psychologiques et comportementales sont associées aux TCA. Plus spécifiquement, il est possible d’observer des perturbations au niveau de l’humeur, de la participation sociale, du sommeil, des pensées obsessionnelles, des capacités intellectuelles, de l’activité cardiaque et hormonale, de la santé buccale, de la coloration de la peau, de la perte de cheveux, et plusieurs autres.

## Symptômes et complications
Les symptômes et les complications varient selon la nature et la gravité du trouble de l'alimentation. Certains symptômes physiques de troubles de l'alimentation sont la faiblesse, la fatigue, la sensibilité au froid, barbe réduite chez les hommes, la réduction des érections, baisse de la libido, perte de poids et insuffisance de la croissance. Le syndrome des ovaires polykystiques (SOPK) est le plus fréquent désordre endocrinien susceptible d'affecter les femmes. Bien que souvent associé à l'obésité celui-ci peut survenir chez les personnes de poids normal. SOPK a été associé avec crises de boulimie et les comportements boulimiques[réf. nécessaire].

## Traitement
De nombreuses approches se sont avérées efficaces auprès des personnes atteintes de TCA. Entre autres, la thérapie cognitivo-comportementale qui peut aussi bien être utilisée avec les personnes atteintes d’anorexie mentale, de boulimie ou de troubles de l’alimentation non-spécifiés. Plusieurs autres modalités thérapeutiques, comme l’utilisation de la thérapie familiale de groupe, la pharmacothérapie, la thérapie nutritionnelle, l’approche psychodynamique ou la psychoéducation sont également indiquées,,,.